# Кінягіл
Кінягі́л (рос. Кинягил) — колишнє село в Можгинському районі Удмуртії, Росія.

## Видатні уродженці
- Іванова Єлизавета Іллівна — Герой Соціалістичної Праці.